# Chris Fridfinnson
Chris Fridfinnson   (Baldur, 14 de juny de 1898 - Selkirk, 10 de novembre de 1938) va ser un jugador d'hoquei sobre gel canadenc que va competir a començaments del segle xx. Jugà al Winnipeg Falcons, i el 1920, un cop finalitzada la Primera Guerra Mundial, va prendre part en els Jocs Olímpics d'Anvers, on guanyà la medalla d'or en la competició d'hoquei sobre gel.